# Ruta Provincial 1 (Misiones)
La Ruta Provincial 1 es una carretera argentina con jurisdicción en la Provincia de Misiones. Recorre aproximadamente 42 kilómetros dentro del departamento Apóstoles. Tiene su inicio en la intersección con la Ruta Nacional 14 en San José y culmina en el Arroyo Chimiray, límite con la Provincia de Corrientes.

## Recorrido
La ruta tiene sentido general norte-sur y está totalmente asfaltada. Tiene su origen donde se cruzan la Ruta Nacional 105 (que llega a Posadas) y la Ruta Nacional 14 (que se dirige a Oberá hacia el norte y a la provincia de Corrientes hacia el sur) en la localidad San José y se dirige a la ciudad de Apóstoles, donde atraviesa el eje urbano bajo el nombre de Avenida Polonia, para luego continuar hasta el municipio de Azara, donde continúa hacia el suroeste finalizando en el puente del arroyo Chimiray, límite con la Provincia de Corrientes.

## Localidades
Las ciudades y pueblos por los que pasa esta ruta son las siguientes (todos dentro del departamento Apóstoles):
- San José
- Apóstoles
- Azara